# Conacul cu parc al lui Ponsă
Conacul cu parc al lui Ponsă este o clădire amplasată în Leuntea, raionul Căușeni, Republica Moldova. Este un monument arhitectural de importanță națională inclus în Registrul monumentelor Republicii Moldova ocrotite de stat cu nr. 309 (raionul Ștefan Vodă). Datează din sec. XIX.